# Margamkali (película)
Margamkali es una película de comedia romántica en lengua malayalam de 2019 dirigida por Sreejith Vijayan, escrita por Bibin George a partir de la historia y el guion de Shashankan Mayyanad, y producida por Listin Stephen y Alwin Antony. Protagonizada por Bibin George, Namitha Pramod, Shanthi Krishna, Siddique y Hareesh Kanaran. La música de la película fue compuesta por Gopi Sunder.
La historia de la película sigue a tres amigos, Sachi (interpretada por Bibin George), hijo único de una familia acomodada, Antappan, un borracho, y el otro, un dueño de una tienda de lassi que está desesperado por amor. Sachi, que tuvo una aventura fallida, ha jurado no amar ni casarse. La película se estrenó el 2 de agosto de 2019.

## Trama
Sachidanandan (Bibin George) es el hijo de Ramanan Nair (Siddique) y Chandrika (Shanthi Krishna),  una pareja separada. Sus padres no quieren que trabaje, ya que es de una familia acomodada. Después de su ruptura con Jessi (Gouri G Kishan), Sachi pierde la fe en el amor y el matrimonio. Más tarde, Sachi entra en la vida de Urmila (Namitha Pramod), después de que ella rechaza la propuesta de su mejor amigo, Tik Tok Unni (Hareesh Kanaran). Lo que sucede luego forma el quid de la historia. 

## Reparto
- Dulquer Salman como Baby (reparto de voz).
- Bibin George como Sachidanandan.
- Namitha Pramod como Urmila.
- Al Sabith como Junior Sachidanandan.
- Durga Premjith como Junior Urmila.
- Siddique como  padre de Ramanan Nair/Sachidanandan.
- Shanthi Krishna como la esposa de Chandrika/Ramanan Nair.
- Hareesh Kanaran como Tik Tok Unni.
- Baiju Santhosh como Padre de Antappan/Jessy.
- Dharmajan Bolgatty como Bilal.
- Renji Panicker como el padre de Urmila.
- Narayanan Kutty como Seguridad.
- Anu Joseph como la hermana de Seetha/Urmila.
- Sowmya Menon como otra Urmila.
- Gouri G. Kishan como Jessy.
- Bindu Panicker como Madre de Urmila.
- Dinesh Nair como el marido de Ganeshan/Seetha.
- Surabhi Santosh como Hima.
- Lakshmi Priya como Poothiri Lilly.
- Vishnu Unnikrishnan (Cameo).

## Lanzamiento
El tráiler oficial de la película fue lanzado por Millennium Audios el 24 de julio de 2019.
La película se estrenó en las salas de cine el 2 de agosto de 2019.

## Banda sonora
| Margamkali                   | Margamkali                    |
| ---------------------------- | ----------------------------- |
| Banda sonora por Gopi Sundar |                               |
| Género                       | Banda sonora                  |
| Duración                     | 11:08                         |
| Idioma                       | Malaya                        |
| Discográfica                 | Millennium Audios             |
| Productor                    | Listin Stephan y Alvin Antony |

La banda sonora de Margamkali fue compuesta por Gopi Sundar. Canción lanzada bajo el sello oficial Millennium Audios 
Lista de canciones
| N.º             | Título                                 | Letras            | Cantante(s)         | Duración |
| --------------- | -------------------------------------- | ----------------- | ------------------- | -------- |
| 1.              | "Ninakkayi Njan"                       | Abeenraj M A      | Bibin George        | 4:15     |
| 2.              | "Ennuyire"                             | Harinarayanan B.K | Akbar Khan, Sithara | 3:44     |
| 3.              | "Venda Venda (Shivane Anthom Kunthom)" | Harinarayanan B.K | Afsal               | 3:49     |
| Duración total: | Duración total:                        | Duración total:   | Duración total:     | 11:08    |